# جوردن كاريلو
جوردن كاريلو (بالإسبانية: Jordán Carrillo) هو لاعب كرة قدم مكسيكي، ولد في 30 نوفمبر 2001 في كولياكان في المكسيك.